# Nbouet
Das Nbouet ist eine Waffe und als Messer gebrauchte Zeremonialaxt der Kanak in Neukaledonien.

## Beschreibung
Das Nbouet hat einen flachen, scheibenförmigen Kopf aus Serpentin, einem Mineral, gelegentlich in der Farbe von Jade. Die Ränder des Kopfes sind scharf geschliffen. Durch zwei in den Kopf gebohrte Löcher wird dieser mit Schnüren an den Schaft gebunden. Der Schaft ist rund, aus Holz und mit Schnüren aus Tapa (Rindenbast) oder auch Fledermaushaar überzogen. Die Schnüre sind am unteren Ende zu mehreren Strängen verarbeitet.
Die Gesamtlänge der erhaltenen Stücke schwankt zwischen 40 cm und 60 cm, der Kopf liegt in der Breite zwischen 20 cm und 23 cm, in der Länge zwischen 18 cm und 19 cm. Abgeschliffen liegt die Dicke zwischen 1,5 cm und 2,3 cm. Auch fast runde Formen kommen vor, die sie wie eine Tellerkopfkeule erscheinen lässt.

## Verwendung
Es ist nicht nachgewiesen, dass das Nbouet auch im Kampf als Waffe eingesetzt wurde. Es diente dazu, die Körper getöteter Feinde im Rahmen des dort herrschenden Kannibalismus aufzuschneiden und zu zerteilen. Bedingt durch den dort herrschenden allgemeinen Fleischmangel konnte ein Häuptling auch die straffällig gewordenen Angehörigen des eigenen Stammes mit einer Axt töten.